# The Best Of Absolute Music 10-11-12
The Best Of Absolute Music 10-11-12 er en kompilation i serien Absolute Music udgivet i 1997. Albummet består af 32 sange fra Absolute Music 10, Absolute Music 11 og Absolute Music 12.

## Sangliste*

### Cd 1
1. Queen – "Heaven For Everyone"
2. Tina Turner – "Goldeneye"
3. Tina Turner – "Whatever You Want"
4. Backstreet Boys – "We've Got It Goin' On"
5. Gina G – "Ooh Aah – Just A Little Bit"
6. Lis Sørensen – "Held Og Lykke"
7. Take That – "How Deep Is Your Love"
8. Take That – "Never Forget"
9. Cajsa Stina Åkerström – "Långt Härifrån"
10. Blur – "Country House"
11. Pulp – "Common People"
12. Dana Dawson – "3 Is Family"
13. Caroline Henderson – "Made In Europe"
14. Eros Ramazzotti – "Più Bella Cosa"
15. Jamie Walters – "Why"
16. Vaya Con Dios – "Don't Break My Heart"

### Cd 2
1. Hotel Hunger – "Sitting In A Room"
2. Papkasseshow – "Kender Du Det? (Mona Mona)"
3. George Michael – "Jesus To A Child"
4. TLC – "Waterfalls"
5. Robert Miles – "Fable"
6. Simply Red – "Fairground"
7. Nick Cave & Kylie Minogue – "Where The Wild Roses Grow"
8. East 17 – "Thunder"
9. Lars H.U.G. – "Waterfall"
10. Cher – "Walking In Memphis"
11. Fool's Garden – "Lemon Tree"
12. Joan Osborne – "One Of Us"
13. Robyn – "Do You Know (What It Takes)"
14. Everything But The Girl – "Missing"
15. Sin With Sebastian – "Shut Up (And Sleep With Me)"
16. Me & My – "Baby Boy"

- Sangrækkefølgen er ikke nødvendigvis i overensstemmelse med cd'en